# Metr za sekundu
Metr za sekundu (značka m/s nebo m·s−1) je odvozená jednotka rychlosti v soustavě SI.
Rychlostí 1 m/s se pohybuje těleso, které urazí rovnoměrným pohybem dráhu 1 metr za 1 sekundu. Tato rychlost je přesně 1/299 792 458násobkem rychlosti světla ve vakuu (podle definice metru platné od roku 1983).

## Převod na jiné jednotky
- Kilometr za hodinu: 1 km/h = 0,2777… m/s, 1 m/s = 3,6 km/h
- Míle za hodinu: 1 mph ≈ 0,447 m/s, 1 m/s ≈ 2,237 mph
- Uzel: 1 kt = 0,51444… m/s, 1 m/s ≈ 1,94384 kt